# Список высших учебных заведений Якутии
В список высших учебных заведений Якутии включены образовательные учреждения высшего и высшего профессионального образования, находящиеся на территории Республика Саха (Якутия) и участвовавшие в мониторинге Министерства образования и науки Российской Федерации 2015 года. Этим критериям в Якутии соответствуют 7 вузов и 18 филиалов.
Филиалы вузов, головные организации которых находятся в иных субъектах федерации, сгруппированы в отдельном списке. Порядок следования элементов списка — алфавитный.
Вузы, лицензия которых не действует на 5 марта 2016 года, отмечены цветом.

## Список высших образовательных учреждений
| Название                                                                 | Категория         | Год основания | Месторасположение | Число студентов |
| ------------------------------------------------------------------------ | ----------------- | ------------- | ----------------- | --------------- |
| Арктический государственный агротехнологический университет              | государственный   | 1985          | Якутск            | 5033            |
| Арктический государственный институт культуры и искусств                 | государственный   | 2000          | Якутск            | 1203            |
| Восточно-Сибирский институт экономики и менеджмента                      | негосударственный | 1993          | Якутск            | 234             |
| Высшая школа музыки Республики Саха (Якутия)                             | государственный   | 1992          | Якутск            | 75              |
| Северо-Восточный федеральный университет имени М. К. Аммосова            | государственный   | 1956 2010     | Якутск            | 14680           |
| Чурапчинский государственный институт физической культуры и спорта       | государственный   | 1999          | Чурапча           | 549             |
| Якутский гуманитарный институт                                           | негосударственный | 2006          | Якутск            |                 |
| Якутская духовная семинария Якутской епархии Русской православной церкви | негосударственный | 2011          | Якутск            |                 |

## Список филиалов высших образовательных учреждений
| Название | Категория         | Год основания | Месторасположение | Месторасположение головной организации | Число студентов |
| --- | ----------------- | ------------- | ----------------- | -------------------------------------- | --------------- |
| Октёмский филиал Якутской государственной сельскохозяйственной академии                                                    | государственный   | 1999          | Октёмцы           | Якутск                                 | 460             |
| Олёкминский филиал Якутской государственной сельскохозяйственной академии                                                  | государственный   |               | Олекминск         | Якутск                                 | 508             |
| Политехнический институт (филиал Северо-Восточного федерального университета)                                              | государственный   | 1994          | Мирный            | Якутск                                 | 763             |
| Технический институт (филиал Северо-Восточного федерального университета)                                                  | государственный   | 1992          | Нерюнгри          | Якутск                                 | 815             |
| Филиал в Ленске Новосибирского государственного архитектурно-строительного университета                                    | государственный   |               | Ленск             | Новосибирск                            |                 |
| Филиал в Мирном Института профессиональных инноваций                                                                       | негосударственный |               | Мирный            | Москва                                 |                 |
| Филиал в Мирном Новосибирского государственного архитектурно-строительного университета                                    | государственный   |               | Мирный            | Новосибирск                            |                 |
| Филиал в Нерюнгри Института профессиональных инноваций                                                                     | негосударственный |               | Нерюнгри          | Москва                                 |                 |
| Филиал в Республике Саха (Якутия) Московского института государственного управления и права                                | негосударственный |               | Якутск            | Москва                                 | 502             |
| Филиал в Якутске Байкальского государственного университета экономики и права                                              | государственный   | 2002          | Якутск            | Иркутск                                | 1441            |
| Южно-Якутский институт железнодорожного транспорта (филиал Дальневосточного государственного университета путей сообщения) | государственный   |               | Нерюнгри          | Хабаровск                              |                 |
| Якутский институт водного транспорта (филиал Сибирского государственного университета водного транспорта)                  | государственный   | 1932          | Якутск            | Новосибирск                            | 612             |
| Якутский институт экономики (филиал Санкт-Петербургского университета управления и экономики)                              | негосударственный | 1998          | Якутск            | Санкт-Петербург                        |                 |
| Якутский филиал Института государственного администрирования                                                               | негосударственный |               | Якутск            | Москва                                 |                 |
| Якутский филиал Института современного искусства                                                                           | негосударственный |               | Якутск            | Москва                                 |                 |
| Якутский филиал Сибирского университета потребительской кооперации                                                         | негосударственный | 1999          | Якутск            | Новосибирск                            |                 |
| Якутский филиал Российской академии народного хозяйства и государственной службы                                           | государственный   | 1999          | Якутск            | Москва                                 | 252             |
| Якутский экономико-правовой институт (филиал Академии труда и социальных отношений)                                        | негосударственный | 1993          | Якутск            | Москва                                 | 1280            |